# Liste der Baudenkmäler in Ruhstorf an der Rott
Auf dieser Seite sind die Baudenkmäler in dem niederbayerischen Markt Ruhstorf an der Rott zusammengestellt. Diese Tabelle ist eine Teilliste der Liste der Baudenkmäler in Bayern. Grundlage ist die Bayerische Denkmalliste, die auf Basis des Bayerischen Denkmalschutzgesetzes vom 1. Oktober 1973 erstmals erstellt wurde und seither durch das Bayerische Landesamt für Denkmalpflege geführt wird. Die folgenden Angaben ersetzen nicht die rechtsverbindliche Auskunft der Denkmalschutzbehörde.

## Baudenkmäler nach Ortsteilen

### Ruhstorf
| Lage                           | Objekt                                    | Beschreibung | Akten-Nr.    | Bild                            |
| ------------------------------ | ----------------------------------------- | --- | ------------ | ------------------------------- |
| Alter Schloßweg 8 (Standort)   | Wohnhaus                                  | zweigeschossiger und traufständiger, teilweise versteinerter Blockbau mit Flachsatteldach und moderner Verschindelung, Mitte 19. Jahrhundert.                                          | D-2-75-145-1 | Wohnhaus                        |
| Am Schulplatz 7 (Standort)     | Katholische Pfarrkirche Mariä Himmelfahrt | Saalkirche mit eingezogenem Polygonalchor, Westturm mit Zwiebelhaube, zweigeschossiger Sakristei und Putzgliederungen, 1772-76, Turm im unteren Teil mittelalterlich; mit Ausstattung. | D-2-75-145-2 | weitere Bilder                  |
| Ernst-Hatz-Straße 4 (Standort) | Wohnhaus                                  | modern verschindelter Blockbau, im Kern 1. Drittel 18. Jahrhundert | D-2-75-145-3 | Wohnhaus                        |
| Hauptstraße 16 (Standort)      | Wohnhaus der späten Gründerzeit           | mit reicher Fassadengliederung, bezeichnet 1893 | D-2-75-145-4 | Wohnhaus der späten Gründerzeit |

### Anger
| Lage                 | Objekt     | Beschreibung | Akten-Nr.     | Bild       |
| -------------------- | ---------- | --- | ------------- | ---------- |
| Anger 3 (Standort)   | Hofkapelle | Hofkapelle eines landwirtschaftlichen Anwesens, halbrund schließender Satteldachbau mit Dachvorschuss, 19. Jahrhundert.                                                     | D-2-75-145-13 | Hofkapelle |
| Anger 4 a (Standort) | Bauernhaus | zweigeschossiger Obergeschoss-Blockbau mit vorschießendem Flachsatteldach, bez. 1823. (Anmerkung: Stand 19.03.2020 Anwesen zusammengefallen).                               | D-2-75-145-6  | Bauernhaus |
| Anger 8 (Standort)   | Hofkapelle | giebelständiger Rechteckbau mit Satteldach und korbbogiger Öffnung, 1. Hälfte 19. Jahrhundert.                                                                              | D-2-75-145-14 | Hofkapelle |
| Dobelfeld (Standort) | Wegkapelle | jetzt Kriegerkapelle für 1914-18 und 1939-45, giebelständiger Rechteckbau mit Satteldach, gerahmtem Giebel und korbbogiger Öffnung, Mitte 19. Jahrhundert; mit Ausstattung. | D-2-75-145-7  | Wegkapelle |

### Barhof
| Lage                | Objekt                    | Beschreibung | Akten-Nr.     | Bild                      |
| ------------------- | ------------------------- | --- | ------------- | ------------------------- |
| Barhof 3 (Standort) | Wohnhaus des Vierseithofs | zweigeschossiger und verschalter Obergeschoss-Blockbau mit vorschießendem Flachsatteldach und Traufbalkon, 1889-1890. | D-2-75-145-68 | Wohnhaus des Vierseithofs |

### Berg
| Lage                      | Objekt                                    | Beschreibung | Akten-Nr.    | Bild           |
| ------------------------- | ----------------------------------------- | --- | ------------ | -------------- |
| Am Kirchberg 9 (Standort) | Katholische Pfarrkirche Mariä Himmelfahrt | landschaftsprägender Bau in Hochlage, Saalkirche mit eingezogenem Polygonalchor, Westturm mit klassizistischem Glockendach, offenem Vorzeichen, Sakristei und ehemaliger Seelenkapelle unter Pultdächern, spätgotisch, vollendet 1485; mit Ausstattung. | D-2-75-145-8 | weitere Bilder |

### Döfreuth
| Lage                      | Objekt                         | Beschreibung | Akten-Nr.     | Bild                           |
| ------------------------- | ------------------------------ | --- | ------------- | ------------------------------ |
| Zum Holzfeld 8 (Standort) | Bauernhaus eines Vierseithofes | Ehemaliges Bauernhaus eines Vierseithofes, zweigeschossiger und teilverschalter Blockbau, um 1800, Satteldach wohl firstgedreht um 1900; Traidkasten, Blockbau im Westtrakt des Hofes, bezeichnet 1808; Stall, zweigeschossiger und verputzter Ziegelbau mit Satteldach und Granitgewänden im Erdgeschoss, 1850/70. | D-2-75-145-10 | Bauernhaus eines Vierseithofes |

### Eglsee
| Lage                  | Objekt                                    | Beschreibung | Akten-Nr.     | Bild                                      |
| --------------------- | ----------------------------------------- | --- | ------------- | ----------------------------------------- |
| Angerweg 1 (Standort) | Bauernhaus eines ehemaligen Vierseithofes | stattlicher zweigeschossiger Blockbau mit aufgesteiltem und vorschießendem Flachsatteldach, 2. Hälfte 18. Jahrhundert; Traidkasten, Blockbauteil eines Stadels auf Bruchsteinsockel mit traufseitig vorkragendem Satteldach, bezeichnet 1779. | D-2-75-145-12 | Bauernhaus eines ehemaligen Vierseithofes |
| Eglsee 11 (Standort)  | Wohnhaus eines Dreiseithofes              | zweigeschossiger und giebelständiger, verschalter Blockbau, rückwärts versteinert, mit vorschießendem Satteldach und kleinen Fenstern, 1. Drittel 19. Jahrhundert, Dach aufgesteilt.                                                          | D-2-75-145-11 | Wohnhaus eines Dreiseithofes              |

### Eholfing
| Lage                            | Objekt                             | Beschreibung | Akten-Nr.     | Bild                       |
| ------------------------------- | ---------------------------------- | --- | ------------- | -------------------------- |
| Ruhstorfer Straße 10 (Standort) | Katholische Filialkirche St. Vitus | Saalkirche mit eingezogenem Polygonalchor, Fassadenturm, offenem Vorzeichen und Sakristei unter Pultdächern, spätgotisch, Chor 1441, Langhaus Ende 15. Jahrhundert; am Chor monumentale Christophorus-Darstellung und römische Spolien; mit Ausstattung. | D-2-75-145-15 | weitere Bilder             |
| Ruhstorfer Straße 12 (Standort) | Einfirsthof                        | Mitterstallbau, Blockbau mit Traufschrot, Mitte 18. Jahrhundert | D-2-75-145-17 | Einfirsthof                |
| Schindlweg 8 (Standort)         | Wohnhaus des Vierseithofes         | zweigeschossiger und traufständiger Flachsatteldachbau mit Dachvorschuss mit Eckpilastern und Putzgliederungen, um 1850. | D-2-75-145-16 | Wohnhaus des Vierseithofes |

### Essenbach
| Lage                    | Objekt                     | Beschreibung | Akten-Nr.     | Bild                       |
| ----------------------- | -------------------------- | --- | ------------- | -------------------------- |
| Essenbach 11 (Standort) | Traidkasten                | zugehöriger Traidkasten, zweigeschossiger, geständerter Satteldachbau mit Blockbau-Obergeschoss, 1. Hälfte 19. Jahrhundert.                                                                                | D-2-75-145-19 | Traidkasten                |
| Essenbach 12 (Standort) | Wohnhaus des Dreiseithofes | ehemaliges Mesnerhaus der „Capella von Essenbach“, zweigeschossiger und traufständiger Obergeschoss-Blockbau mit später aufgesteiltem, vorschießendem Satteldach und Giebelschrot, Anfang 19. Jahrhundert. | D-2-75-145-20 | Wohnhaus des Dreiseithofes |

### Feiln
| Lage               | Objekt     | Beschreibung | Akten-Nr.     | Bild       |
| ------------------ | ---------- | --- | ------------- | ---------- |
| Feiln 3 (Standort) | Bauernhaus | zweigeschossiger und giebelständiger, teilweise verbretterter Blockbau mit vorschießendem Satteldach, Mitte 19. Jahrhundert. | D-2-75-145-23 | Bauernhaus |

### Frimhöring
| Lage                    | Objekt                     | Beschreibung | Akten-Nr.     | Bild                       |
| ----------------------- | -------------------------- | --- | ------------- | -------------------------- |
| Frimhöring 1 (Standort) | Wohnhaus des Vierseithofes | zweigeschossiger Blockbau mit vorschießendem Satteldach, Kniestock und zwei geschnitzten Giebelbalkonen, 1745, Dach und Balkone 1894. | D-2-75-145-24 | Wohnhaus des Vierseithofes |

### Grund
| Lage                | Objekt                     | Beschreibung | Akten-Nr.     | Bild                       |
| ------------------- | -------------------------- | --- | ------------- | -------------------------- |
| Grund 10 (Standort) | Wohnhaus des Vierseithofes | zweigeschossiger und traufständiger Satteldachbau mit Dachvorschuss und Pilastergliederung, historistisch, bezeichnet 1882. | D-2-75-145-25 | Wohnhaus des Vierseithofes |

### Hader
| Lage                         | Objekt                                | Beschreibung | Akten-Nr.     | Bild                       |
| ---------------------------- | ------------------------------------- | --- | ------------- | -------------------------- |
| Birkenweg 1 (Standort)       | Wohnhaus des Dreiseithofes            | zweigeschossiger und giebelständiger Blockbau mit vorschießendem Satteldach und Giebelbalkon, Westseite versteinert, frühes 19. Jahrhundert. | D-2-75-145-27 | Wohnhaus des Dreiseithofes |
| Haderer Straße 36 (Standort) | Pfarrkirche St. Philippus und Jakobus | Polygonal schließende Saalkirche mit Flankenturm, offenem Vorzeichen und zweigeschossiger Sakristei unter Pultdächern,Langhaus spätromanisch, Turm frühgotisch, Chor Ende 15. Jahrhundert; mit Ausstattung. Friedhofskapelle, polygonal schließender Saalbau, spätgotisch, um 1500; mit Ausstattung. | D-2-75-145-26 | weitere Bilder             |

### Hausmanning
| Lage                     | Objekt      | Beschreibung                                                                    | Akten-Nr.     | Bild        |
| ------------------------ | ----------- | ------------------------------------------------------------------------------- | ------------- | ----------- |
| Hausmanning 4 (Standort) | Traidkasten | Zugehöriger geständerter Traidkasten mit Traufschrot, 1. Hälfte 19. Jahrhundert | D-2-75-145-28 | Traidkasten |

### Heigerding
| Lage                       | Objekt  | Beschreibung | Akten-Nr.     | Bild    |
| -------------------------- | ------- | --- | ------------- | ------- |
| Nähe Heigerding (Standort) | Kapelle | halbrund schließender und giebelständiger Satteldachbau mit Rahmengliederung und Giebelnische, Mitte 19. Jh.; mit Ausstattung. | D-2-75-145-29 | Kapelle |

### Heigerting
| Lage                    | Objekt                     | Beschreibung | Akten-Nr.     | Bild                       |
| ----------------------- | -------------------------- | --- | ------------- | -------------------------- |
| Heigerting 1 (Standort) | Wohnhaus des Vierseithofes | zweigeschossiger und giebelständiger Obergeschoss-Blockbau mit vorschießendem, leicht erhöhtem Satteldach, Trauf- und verbrettertem Giebelschrot, Ende 18. Jh. | D-2-75-145-30 | Wohnhaus des Vierseithofes |

### Höch
| Lage               | Objekt      | Beschreibung | Akten-Nr.     | Bild        |
| ------------------ | ----------- | --- | ------------- | ----------- |
| Höch 94 (Standort) | Einfirsthof | stattliches Mittertennhaus, zweigeschossiger Blockbau mit vorschießendem Satteldach, 1. Drittel 19. Jahrhundert | D-2-75-145-32 | Einfirsthof |

### Hörgertsham
| Lage                     | Objekt                                  | Beschreibung | Akten-Nr.     | Bild                                    |
| ------------------------ | --------------------------------------- | --- | ------------- | --------------------------------------- |
| Hörgertsham 1 (Standort) | Wohnhaus eines ehemaligen Vierseithofes | schlossähnlicher zweigeschossiger und giebelständiger Steildachbau mit Firstzinnen, im Kern wohl 17./18. Jahrhundert, erneuert 1949. | D-2-75-145-33 | Wohnhaus eines ehemaligen Vierseithofes |

### Kleeberg
| Lage                     | Objekt           | Beschreibung | Akten-Nr.     | Bild           |
| ------------------------ | ---------------- | --- | ------------- | -------------- |
| Haus Nummer 9 (Standort) | Wohnhaus         | Wohnhaus mit Flachdach, zum Teil verputzter Blockbau mit profilierten Kopfbügen, im Kern 18. Jahrhundert (Anmerkung:In der Denkmalliste Bayern vorhanden, auf dem Luftbild und in der Örtlichkeit nicht auffindbar; Haus Nummer 9 nicht existent) | D-2-75-145-36 | BW             |
| In Kleeberg (Standort)   | Wegkapelle       | giebelständiger Satteldachbau mit schmaler halbrunder Apsis und Pilastergliederungen, bezeichnet 1747; mit Ausstattung. | D-2-75-145-38 | Wegkapelle     |
| Kleeberg 6 (Standort)    | Gasthaus         | Gasthaus Hölzlwimmer, stattlicher zweigeschossiger und giebelständiger Schopfwalmdachbau mit Rahmengliederungen, um 1840/50. | D-2-75-145-35 | Gasthaus       |
| Kleeberg 16 (Standort)   | Schloss Kleeberg | dreigeschossiger Walmdachbau mit Ecktürmen, der nordöstliche Turm um drei Geschosse erhöht, östlich anschließend zweigeschossiger Langflügel mit Arkaden und Lauben, frühes 17. Jahrhundert; mit Ausstattung; zweigeschossiges Torhaus mit Gewölbedurchfahrt, 17. Jahrhundert; sogenannter Saalbau, 1700, um 1740 stuckiert, seit 1759 Schlosskapelle Mariä Himmelfahrt; mit Ausstattung. | D-2-75-145-37 | weitere Bilder |
| Kleeberg 19 (Standort)   | Wohnhaus         | zweigeschossiger und giebelständiger, teilweise verschalter Obergeschoss-Blockbau mit vorschießendem Flachsatteldach, im Kern 18. Jahrhundert. | D-2-75-145-39 | Wohnhaus       |

### Krottenberg
| Lage                     | Objekt     | Beschreibung                                                                                | Akten-Nr.     | Bild       |
| ------------------------ | ---------- | ------------------------------------------------------------------------------------------- | ------------- | ---------- |
| Krottenberg 1 (Standort) | Wegkapelle | giebelständiger Satteldachbau mit gerahmtem Giebel und korbbogiger Öffnung, 19. Jahrhundert | D-2-75-145-40 | Wegkapelle |

### Liegharting
| Lage                     | Objekt                     | Beschreibung                                                                                      | Akten-Nr.     | Bild                       |
| ------------------------ | -------------------------- | ------------------------------------------------------------------------------------------------- | ------------- | -------------------------- |
| Liegharting 1 (Standort) | Wohnhaus des Vierseithofes | Wohnhaus des Vierseithofes, Blockbau mit Flachdach und Giebelschroten, 4. Viertel 18. Jahrhundert | D-2-75-145-41 | Wohnhaus des Vierseithofes |

### Mitterdorf
| Lage                    | Objekt      | Beschreibung | Akten-Nr.     | Bild        |
| ----------------------- | ----------- | --- | ------------- | ----------- |
| Mitterdorf 4 (Standort) | Traidkasten | Zugehöriges Nebengebäude, geständerter Traidkasten, Obergeschoss-Blockbau mit vorschießendem Flachsatteldach und Traufschrot, bezeichnet 1793. | D-2-75-145-42 | Traidkasten |

### Niederhofen
| Lage                     | Objekt                     | Beschreibung | Akten-Nr.     | Bild            |
| ------------------------ | -------------------------- | --- | ------------- | --------------- |
| Niederhofen 6 (Standort) | Kleinbauernhaus            | zweigeschossiger und giebelständiger Obergeschoss-Blockbau mit vorschießendem Flachsatteldach und Giebelschrot, Anfang 19. Jahrhundert. | D-2-75-145-45 | Kleinbauernhaus |
| Niederhofen 7 (Standort) | Wohnhaus des Vierseithofes | Zugehöriger Traidkasten über Remise, Obergeschoss-Blockbau mit vorkragendem Satteldach und Traufschrot, bez. 1814.                      | D-2-75-145-44 | BW              |

### Piesting
| Lage                  | Objekt     | Beschreibung | Akten-Nr.     | Bild       |
| --------------------- | ---------- | --- | ------------- | ---------- |
| Piesting 4 (Standort) | Bauernhaus | Ehemaliges Wohnstallhaus, zweigeschossiger und traufständiger, teilweise verkleideter Blockbau mit vorschießendem Satteldach, 1. Hälfte 19. Jahrhundert, Dach später aufgesteilt. | D-2-75-145-49 | Bauernhaus |

### Pillham
| Lage                  | Objekt             | Beschreibung | Akten-Nr.     | Bild           |
| --------------------- | ------------------ | --- | ------------- | -------------- |
| Pillham 21 (Standort) | Traidkasten        | Zugehöriges Nebengebäude, geständerter Traidkasten, Obergeschoss-Blockbau mit Satteldach, 1. Drittel 19. Jahrhundert. | D-2-75-145-46 | Traidkasten    |
| Pillham 23 (Standort) | Ehemaliges Schloss | Später Brauerei, jetzt Wohnanlage, im Kern 18./19. Jahrhundert, 1925–39 umgebaut. Haupthaus, zweigeschossiger und giebelständiger Satteldachbau mit Schweifgiebel und Uhrtürmchen, seitlich zurückgesetzt zweigeschossiger Mansarddachbau mit Schweifgiebel, Quadermauerwerk; ehemalige Mälzerei und Sudhaus, gegliederter Zweiflügelbau mit Satteldächern; Nordflügel, mehrtenniger Stadel mit Halbwalmdach und stichbogigen Einfahrten, 1765 (dendrochronologisch datiert); Westflügel, dreiteiliger Bau, 19./20. Jahrhundert; nördlich Schweizerhaus und südlich Verwalterhaus, zweigeschossige und giebelständige Flachsatteldachbauten mit Kniestock, dazwischen Remise, zweigeschossiger Ständerbau mit verbrettertem Obergeschoss; ehemaliges Braumeisterhaus, zweigeschossiger Flachsatteldachbau, 19./20. Jahrhundert. | D-2-75-145-47 | weitere Bilder |

### Rottersham
| Lage                    | Objekt                                | Beschreibung | Akten-Nr.     | Bild           |
| ----------------------- | ------------------------------------- | --- | ------------- | -------------- |
| Rottersham 4 (Standort) | Katholische Filialkirche St. Nikolaus | auf Anhöhe stehende Saalkirche mit Polygonalchor und Fassadendachreiter mit Spitzhelm, Langhaus romanisch, um 1200, Chor spätgotisch, um 1500, Barockisierung 1740 (bezeichnet); mit Ausstattung. | D-2-75-145-51 | weitere Bilder |

### Rotthof
| Lage                  | Objekt               | Beschreibung | Akten-Nr.     | Bild           |
| --------------------- | -------------------- | --- | ------------- | -------------- |
| Rotthof 16 (Standort) | Siebenschläferkirche | Ehem. Wallfahrtskirche St. Peter und Paul und zu den Hll. Siebenschläfern, Saalkirche mit leicht eingezogenem Polygonalchor, Fassadenturm, offenem Vorzeichen und Sakristei unter Pultdächern, spätgotisch mit römischen Spolien, Chor bez. 1494, Langhaus bez. 1498, Weihe 1506, Oberteil des Turms und Vorhalle nach Brand 1848 erneuert; mit Ausstattung. | D-2-75-145-53 | weitere Bilder |

### Schmidham
| Lage                                                      | Objekt                                  | Beschreibung | Akten-Nr.     | Bild                                    |
| --------------------------------------------------------- | --------------------------------------- | --- | ------------- | --------------------------------------- |
| Griesbacher Straße (an der Abzweigung nach Au) (Standort) | Wegkapelle                              | 2. Viertel 19. Jahrhundert | D-2-75-145-58 | Wegkapelle                              |
| Griesbacher Straße 9 (Standort)                           | Wohnhaus eines ehemaligen Dreiseithofes | zweigeschossiger, leicht gestelzter und teilweise verschindelter Blockbau mit vorschießendem Satteldach und Traufschrot, 1789, Dach später.                                                                                       | D-2-75-145-55 | Wohnhaus eines ehemaligen Dreiseithofes |
| Ortenburger Straße 1 (Standort)                           | Ehemalige Schmiede                      | Handwerkerhaus, ehemalige Wasner-Schmiede, zweigeschossiges Eckhaus mit Walmdachflügel nach Westen, Dreiecks- anstelle eines älteren Zwerchgiebels und Satteldach nach Süden, Holzschaufenstern und Putzgliederungen, um 1830-40. | D-2-75-145-56 | Ehemalige Schmiede                      |

### Sicking
| Lage                 | Objekt     | Beschreibung | Akten-Nr.     | Bild       |
| -------------------- | ---------- | --- | ------------- | ---------- |
| Sicking 2 (Standort) | Wegkapelle | Wegkapelle, polygonal schließender und giebelständiger Satteldachbau mit Fassadendachreiter und Blechdeckung, neubarock, gegen 1900. | D-2-75-145-59 | Wegkapelle |

### Steindorf
| Lage                   | Objekt      | Beschreibung | Akten-Nr.     | Bild        |
| ---------------------- | ----------- | --- | ------------- | ----------- |
| Steindorf 3 (Standort) | Einfirsthof | zweigeschossiger und traufständiger Obergeschoss-Blockbau mit vorschießendem Satteldach, Mitte 19. Jahrhundert, Dach später. | D-2-75-145-60 | Einfirsthof |

### Sulzbach am Inn
| Lage                                   | Objekt                       | Beschreibung | Akten-Nr.     | Bild                         |
| -------------------------------------- | ---------------------------- | --- | ------------- | ---------------------------- |
| Bahnhofstraße 35 (Standort)            | Bahnhof                      | Hauptgebäude und Nebengebäude in Bruchsteinbau mit ziegelgerahmten Stichbogenfenstern, 1887/88. | D-2-75-145-67 | Bahnhof                      |
| Neuhauser Straße 12 (Standort)         | Bauernhaus                   | Bauernhaus mit Blockbau-Obergeschoss und erhöhtem Dach, 18. Jahrhundert | D-2-75-145-65 | Bauernhaus                   |
| Pfarrer-Wenninger-Straße 2 (Standort)  | Pfarrkirche                  | spätgotisch, bezeichnet 1474; mit Ausstattung. | D-2-75-145-61 | weitere Bilder               |
| Pfarrer-Wenninger-Straße 5 (Standort)  | Bauernhaus des Dreiseithofes | zweigeschossiger, verputzter Blockbau mit vorschießendem und aufgesteiltem Flachsatteldach und Traufbalkon, 18./19. Jahrhundert; Traidkasten, zweigeschossiger, teilweise versteinerter Blockbau mit vorschießendem Satteldach und traufseitigem Stangenschrot, bezeichnet 1786. | D-2-75-145-63 | Bauernhaus des Dreiseithofes |
| Pfarrer-Wenninger-Straße 15 (Standort) | Bauernhaus                   | zweigeschossiger und traufständiger Blockbau mit vorschießendem Flachsatteldach und zweiseitig umlaufendem Schrot, 2. Hälfte 18. Jahrhundert. | D-2-75-145-62 | Bauernhaus                   |

### Trostling
| Lage                  | Objekt      | Beschreibung | Akten-Nr.     | Bild           |
| --------------------- | ----------- | --- | ------------- | -------------- |
| Kreuzkoppe (Standort) | Grabkapelle | Gruftkapelle, ehemalige Grabesstätte der Gutsherrschaft zu Kleeberg, neugotischer Backsteinbau, mit Fensterrosette und Portal aus Sandstein, 1845/46. | D-2-75-145-70 | weitere Bilder |

### Winkl
| Lage               | Objekt      | Beschreibung | Akten-Nr.     | Bild        |
| ------------------ | ----------- | --- | ------------- | ----------- |
| Winkl 6 (Standort) | Einfirsthof | Wohnteil zweigeschossiger Blockbau mit vorschießendem Satteldach und Traufschrot, im Kern Anfang 19. Jahrhundert, Dach später. | D-2-75-145-66 | Einfirsthof |

## Ehemalige Baudenkmäler
In diesem Abschnitt sind Objekte aufgeführt, die früher einmal in der Denkmalliste eingetragen waren, jetzt aber nicht mehr. Objekte, die in anderem Zusammenhang – also z. B. als Teil eines Baudenkmals – weiter eingetragen sind, sollen hier nicht aufgeführt werden. Aktennummern in diesem Abschnitt sind ehemalige, jetzt nicht mehr gültige Aktennummern.

| Lage                                      | Objekt                                                         | Beschreibung | Akten-Nr.     | Bild |
| ----------------------------------------- | -------------------------------------------------------------- | --- | ------------- | ---- |
| Döfreuth (Standort)                       | Einfirsthof                                                    | Einfirsthof; teilverschalter Blockbau, 1. Drittel 19. Jahrhundert | D-2-75-145-9  | BW   |
| Essenbach 10 a (Standort)                 | Wohnhaus des Vierseithofes                                     | Wohnhaus des Vierseithofes, Blockbau mit Traufschrot, im Kern Ende 18. Jahrhundert; Stall mit Blockbau-Traidboden und Traufschrot; gegenüber Stadel mit Blockbauoberteil; 18./19. Jahrhundert | D-2-75-145-18 | BW   |
| Feiln 2 (Standort)                        | Zugehöriger Traidkasten                                        | Zugehöriger Traidkasten mit profilierten Türstürzen und Bemalung, bezeichnet 1802. | D-2-75-145-22 | BW   |
| Feiln Niederfeiln 1, 2 (Standort)         | Zugehöriger großer Traidkasten                                 | Zugehöriger großer, geständerter Traidkasten mit Traufschrot, 1. Hälfte 19. Jahrhundert | D-2-75-145-21 | BW   |
| Heigerting Bildstock ()                   | Bildstock                                                      | Heiligenhäuschen; 1. Drittel 19. Jahrhundert | D-2-75-145-31 |      |
| Holzhäuser 8 ()                           | Hl. Florian                                                    | Im Giebel hl. Florian, barock. | D-2-75-145-34 |      |
| Niederhofen 4 (Standort)                  | Zugehöriger Traidkasten mit Traufschrot                        | bezeichnet 1818 | D-2-75-145-43 | BW   |
| Pillham Eden 1 (Standort)                 | Einzelhof „zum Gärtner“                                        | urtümlicher Blockbau mit Flachdach, 2. Hälfte 18. Jahrhundert | D-2-75-145-48 | BW   |
| Reiserfeld Nähe Reiserfeld ()             | Einfirsthof                                                    | Einfirsthof, Mitterstallbau, Wohnteil teilverschindelter Blockbau, 2. Viertel 19. Jahrhundert, Dach später.                                                                                   | D-2-75-145-50 |      |
| Schmidham Ortenburger Straße 4 (Standort) | Kleinbauernhaus                                                | Kleinbauernhaus, Blockbau, mit Flachdach und Traufschrot, bezeichnet 1786. | D-2-75-145-57 | BW   |
| Sulzbach am Inn Sulzbachweg 8 (Standort)  | Bauernhaus mit Flachdach und verschaltem Blockbau-Obergeschoss | mit Traufschrot und bemalten Balkenköpfen, 3. Viertel 18. Jahrhundert | D-2-75-145-64 | BW   |